# Karl Gustafsson
Karl Gustafsson (Köping, 16 settembre 1888 – Köping, 20 febbraio 1960) è stato un calciatore svedese, di ruolo attaccante.

## Carriera

### Nazionale
Prese parte con la sua Nazionale ai Giochi olimpici del 1908, del 1912, del 1920 e del 1924 (anche se in queste ultime non ebbe mai occasione di scendere in campo).

### Cronologia presenze e reti in Nazionale
| Cronologia completa delle presenze e delle reti in nazionale ― Svezia | Cronologia completa delle presenze e delle reti in nazionale ― Svezia | Cronologia completa delle presenze e delle reti in nazionale ― Svezia | Cronologia completa delle presenze e delle reti in nazionale ― Svezia | Cronologia completa delle presenze e delle reti in nazionale ― Svezia | Cronologia completa delle presenze e delle reti in nazionale ― Svezia | Cronologia completa delle presenze e delle reti in nazionale ― Svezia | Cronologia completa delle presenze e delle reti in nazionale ― Svezia |
| Data                                                                  | Città                                                                 | In casa                                                               | Risultato                                                             | Ospiti                                                                | Competizione                                                          | Reti                                                                  | Note                                                                  |
| --------------------------------------------------------------------- | --------------------------------------------------------------------- | --------------------------------------------------------------------- | --------------------------------------------------------------------- | --------------------------------------------------------------------- | --------------------------------------------------------------------- | --------------------------------------------------------------------- | --------------------------------------------------------------------- |
| 12-7-1908                                                             | Göteborg                                                              | Svezia                                                                | 11 – 3                                                                | Norvegia                                                              | Amichevole                                                            | 2                                                                     |                                                                       |
| 8-9-1908                                                              | Göteborg                                                              | Svezia                                                                | 1 – 6                                                                 | Inghilterra                                                           | Amichevole                                                            | -                                                                     | L'Inghilterra giocava con la Nazionale dilettanti                     |
| 20-10-1908                                                            | Londra                                                                | Regno Unito                                                           | 12 – 1                                                                | Svezia                                                                | Olimpiadi 1908 - Quarti                                               | -                                                                     |                                                                       |
| 23-10-1908                                                            | Londra                                                                | Paesi Bassi                                                           | 2 – 0                                                                 | Svezia                                                                | Olimpiadi 1908 - Finale 3º posto                                      | -                                                                     |                                                                       |
| 25-10-1908                                                            | L'Aia                                                                 | Paesi Bassi                                                           | 5 – 3                                                                 | Svezia                                                                | Amichevole                                                            | 2                                                                     |                                                                       |
| 26-10-1908                                                            | Bruxelles                                                             | Belgio                                                                | 2 – 1                                                                 | Svezia                                                                | Amichevole                                                            | 1                                                                     |                                                                       |
| 11-9-1910                                                             | Kristiania                                                            | Norvegia                                                              | 0 – 4                                                                 | Svezia                                                                | Amichevole                                                            | 2                                                                     |                                                                       |
| 18-6-1911                                                             | Solna                                                                 | Svezia                                                                | 2 – 4                                                                 | Germania                                                              | Amichevole                                                            | 2                                                                     |                                                                       |
| 16-6-1912                                                             | Kristiania                                                            | Norvegia                                                              | 1 – 2                                                                 | Svezia                                                                | Amichevole                                                            | -                                                                     |                                                                       |
| 20-6-1912                                                             | Göteborg                                                              | Svezia                                                                | 2 – 2                                                                 | Ungheria                                                              | Amichevole                                                            | -                                                                     |                                                                       |
| 29-6-1912                                                             | Stoccolma                                                             | Svezia                                                                | 3 – 4                                                                 | Paesi Bassi                                                           | Olimpiadi 1912 - Turno di qualificazione                              | -                                                                     |                                                                       |
| 1-7-1912                                                              | Solna                                                                 | Svezia                                                                | 0 – 1                                                                 | Italia                                                                | Olimpiadi 1912 - Torneo di consolazione                               | -                                                                     |                                                                       |
| 3-11-1912                                                             | Göteborg                                                              | Svezia                                                                | 4 – 2                                                                 | Norvegia                                                              | Amichevole                                                            | -                                                                     |                                                                       |
| 4-5-1913                                                              | Mosca                                                                 | Russia                                                                | 1 – 4                                                                 | Svezia                                                                | Amichevole                                                            | 1                                                                     |                                                                       |
| 18-5-1913                                                             | Budapest                                                              | Ungheria                                                              | 2 – 0                                                                 | Svezia                                                                | Amichevole                                                            | -                                                                     |                                                                       |
| 25-5-1913                                                             | Copenaghen                                                            | Danimarca                                                             | 8 – 0                                                                 | Svezia                                                                | Amichevole                                                            | -                                                                     |                                                                       |
| 8-6-1913                                                              | Stoccolma                                                             | Svezia                                                                | 9 – 0                                                                 | Norvegia                                                              | Amichevole                                                            | 5                                                                     |                                                                       |
| 5-10-1913                                                             | Stoccolma                                                             | Svezia                                                                | 0 – 10                                                                | Danimarca                                                             | Amichevole                                                            | -                                                                     |                                                                       |
| 24-5-1914                                                             | Solna                                                                 | Svezia                                                                | 4 – 3                                                                 | Finlandia                                                             | Amichevole                                                            | -                                                                     |                                                                       |
| 5-7-1914                                                              | Solna                                                                 | Svezia                                                                | 2 – 2                                                                 | Russia                                                                | Amichevole                                                            | -                                                                     |                                                                       |
| 2-7-1916                                                              | Stoccolma                                                             | Svezia                                                                | 6 – 0                                                                 | Norvegia                                                              | Amichevole                                                            | 3                                                                     |                                                                       |
| 20-8-1916                                                             | Stoccolma                                                             | Svezia                                                                | 2 – 3                                                                 | Stati Uniti                                                           | Amichevole                                                            | -                                                                     |                                                                       |
| 8-10-1916                                                             | Stoccolma                                                             | Svezia                                                                | 4 – 0                                                                 | Danimarca                                                             | Amichevole                                                            | 1                                                                     |                                                                       |
| 16-9-1917                                                             | Kristiania                                                            | Norvegia                                                              | 0 – 2                                                                 | Svezia                                                                | Amichevole                                                            | 1                                                                     |                                                                       |
| 14-10-1917                                                            | Stoccolma                                                             | Svezia                                                                | 1 – 2                                                                 | Danimarca                                                             | Amichevole                                                            | 1                                                                     |                                                                       |
| 26-5-1918                                                             | Stoccolma                                                             | Svezia                                                                | 2 – 0                                                                 | Norvegia                                                              | Amichevole                                                            | 1                                                                     |                                                                       |
| 29-6-1919                                                             | Kristiania                                                            | Norvegia                                                              | 4 – 3                                                                 | Svezia                                                                | Amichevole                                                            | -                                                                     |                                                                       |
| 27-6-1920                                                             | Kristiania                                                            | Norvegia                                                              | 0 – 3                                                                 | Svezia                                                                | Amichevole                                                            | -                                                                     |                                                                       |
| 28-8-1920                                                             | Anversa                                                               | Svezia                                                                | 9 – 0                                                                 | Grecia                                                                | Olimpiadi 1920 - Turno di qualificazione                              | -                                                                     |                                                                       |
| 29-8-1920                                                             | Anversa                                                               | Paesi Bassi                                                           | 5 – 4                                                                 | Svezia                                                                | Olimpiadi 1920 - Quarti di finale                                     | -                                                                     |                                                                       |
| 1-9-1920                                                              | Anversa                                                               | Spagna                                                                | 2 – 1                                                                 | Svezia                                                                | Olimpiadi 1920 - Torneo di consolazione                               | -                                                                     |                                                                       |
| 25-7-1924                                                             | Stoccolma                                                             | Svezia                                                                | 5 – 2                                                                 | Estonia                                                               | Amichevole                                                            | -                                                                     |                                                                       |
| Totale                                                                |                                                                       | Presenze                                                              | 32                                                                    |                                                                       | Reti                                                                  | 22                                                                    |                                                                       |